# R-pruganje
R-pruganje, tehnika kromosomskog pruganja, metode u citogenetici kojom se omogućava detekciju konstitutivnog heterokromatina u području centromera (C-pruge) i interkalarnog heterokromatina u području krakova (G-pruge). Predstavlja reverzno pruganje i ovom metodom boja se pruge između G-pruga. R-pruganjem uočava se eukromatin. Zahvaljujući tehnikama pruganja kromosoma R-pruganja, G-pruganja i C-pruganja može se razlikovati tri vrste kromatina: eukromatin, konstitutivni heterokromatin i interkalarni heterokromatin.